# 手名町紗帆
手名町 紗帆 (てなまち さほ、11月25日 - ) は、日本の女性漫画家。和歌山県出身。京都精華大学マンガ学部マンガ学科ストーリーマンガコース出身。

## 来歴
第32回グランドチャレンジに『夜鷹と六等星』を投稿し佳作を受賞、2019年、少年マガジンRに『小説の神様』のコミカライズを連載しデビュー。2022年10月29日にはマガジンポケットにて『時々ボソッとロシア語でデレる隣のアーリャさん』のコミカライズの連載を開始。

## 人物
高校のころに描いた“てなうさぎ”というキャラクタ—を自画像にしている。なお蔦屋書店佐久野沢店にて立体化された。

## 作品リスト

### 漫画作品

#### 連載
- 小説の神様（原作：相沢沙呼、『少年マガジンR』2019年6号[5] - 2020年10号[1]）
- いつか、眠りにつく日（原作：いぬじゅん、キャラクター原案：ももこ、『月刊ComicREX』2021年4月号[9] - 2022年9月号[10]）
- 時々ボソッとロシア語でデレる隣のアーリャさん（原作：燦々SUN、『マガジンポケット』2022年10月29日[6] - ）

#### 読み切り
- 実録！コロナで鬱＋円形脱毛症になった漫画家がダイソンの掃除機を買う話!!（『MANGA Day to Day』下巻収録[11]、2021年） - リレー連載作品[12]。

### 書籍
- 『小説の神様』、原作：相沢沙呼、講談社〈KCデラックス〉2020年、全3巻
- 『いつか、眠りにつく日』、原作：いぬじゅん、キャラクター原案：ももこ、一迅社〈REXコミックス〉2021年 - 2022年、全2巻
- 『時々ボソッとロシア語でデレる隣のアーリャさん』、原作：燦々SUN、講談社〈講談社コミックス〉2023年 - 、既刊7巻（2025年6月9日現在）

### その他
- 売られた令嬢は奉公先で溶けるほど溺愛されています。（著：灯倉日鈴、KADOKAWA〈角川ビーンズ文庫〉、2022年3月発行[13]、ISBN 978-4-04-112429-1）イラスト